# Chaumont, Orne

Chaumont este o comună în departamentul Orne, Franța. În 1 ianuarie 2022 avea o populație de 167 de locuitori.